# Brachypterosa
Brachypterosa é um género de coleópteros da família Erotylidae.